# 向雲寺
向雲寺（こううんじ）は、愛媛県今治市上浦町にある曹洞宗の寺院。大三島の東側の高台にあり、風光明媚である。本尊は千手観世音菩薩。せとうち七福神霊場の第5番福禄寿（ふくろくじゅ）。
納経印：当寺本尊、せとうち七福神福禄寿 

## 概要
最初に大山積神を奉祀した元宮である横殿の本地仏を祀った大通庵と芋（甘藷）地蔵堂がある。
推古天皇2年（594年）瀬戸に大山積神を奉祀したという。
永観2年（984年）性空上人により法華経が伝えられた時、大山積神社には十六の方向に末社があり、これを法華経の大通智勝仏と十六王子にあてはめ大山積神の本地仏を大通智勝仏としたという。なお、16番目の王子が釈迦であり、当寺のその台座に「第十六娑婆教主釈迦牟尼佛」と書かれている。

## 境内
- 山門：左右に不動明王立像と毘沙門天立像。
- 本堂
- 大師祠：本堂の外左端にあり、大三島西国第24番。「はなくれの みはならぬせと しのぎきて のりのおしゑに うつるみたらし」
- 横殿大明神本地堂（大通庵）：南北朝時代作の大通智勝如来坐像と両脇に十六王子立像が祀られる。当地より南へ約1kmの海岸近くに横殿社があり、その本地仏とみられ、特徴として手を衣の下に納められている[1]。
- 鐘楼
- 福禄寿石像と十二支地蔵石像：平成10年建立。
- 中門
- 下見吉十郎顕彰碑石板とブロンズ像
- 甘藷地蔵堂（いもじぞうどう）：拝堂と奥堂の構造で、境内西隣にある墓苑の一番高い所にある。
- 駐車場：境内手前に数台あり。

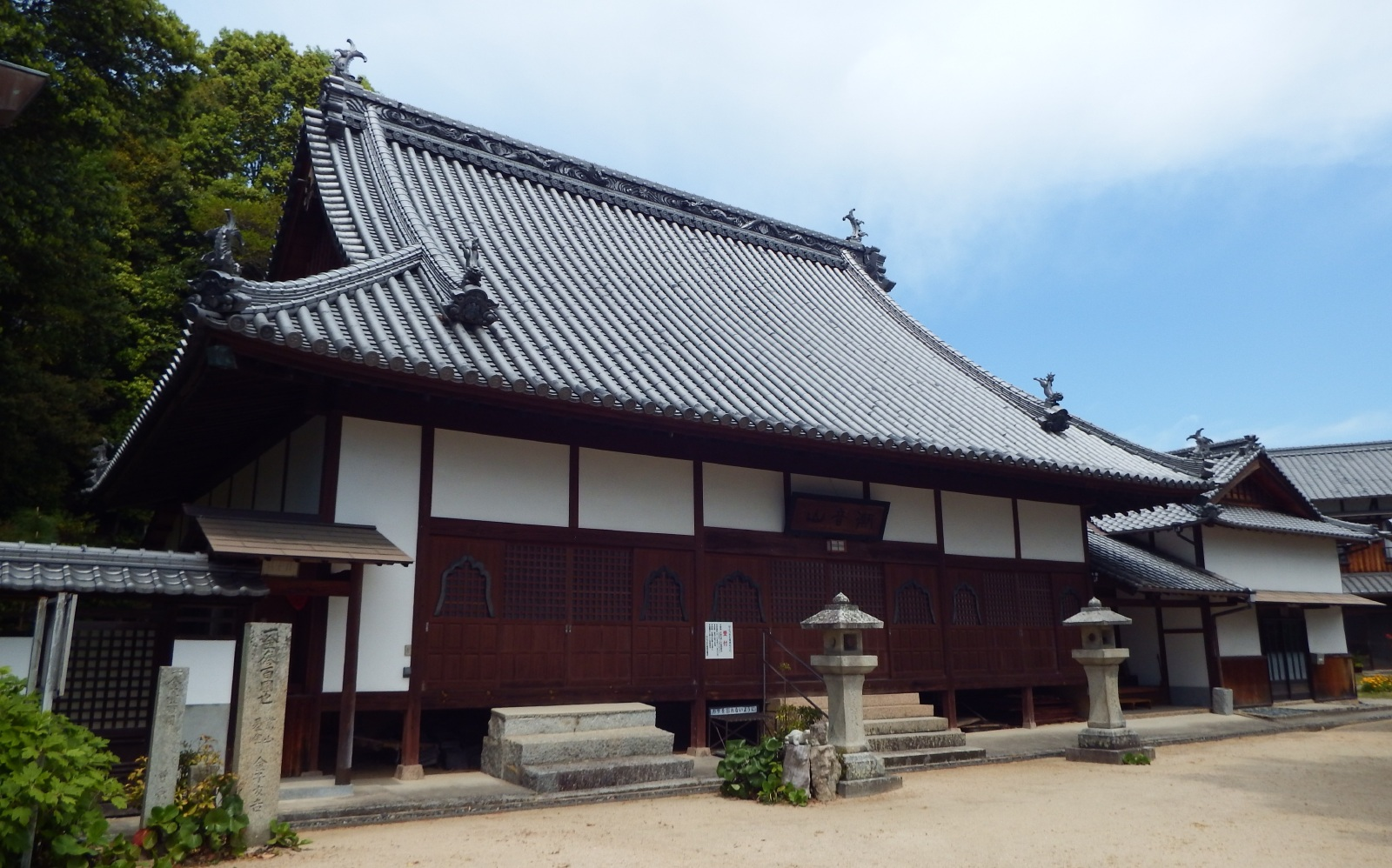
本堂
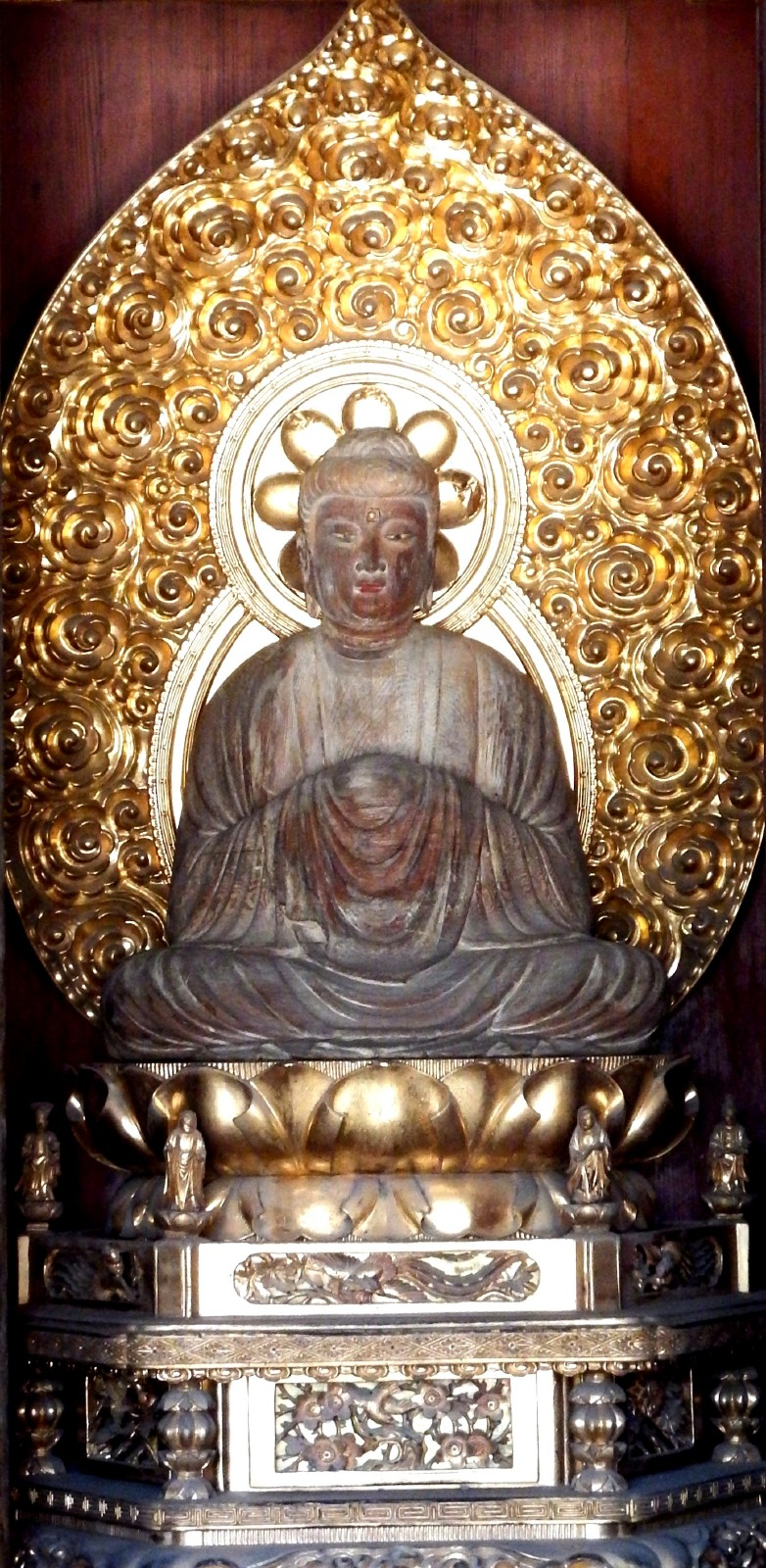
大通智勝如来
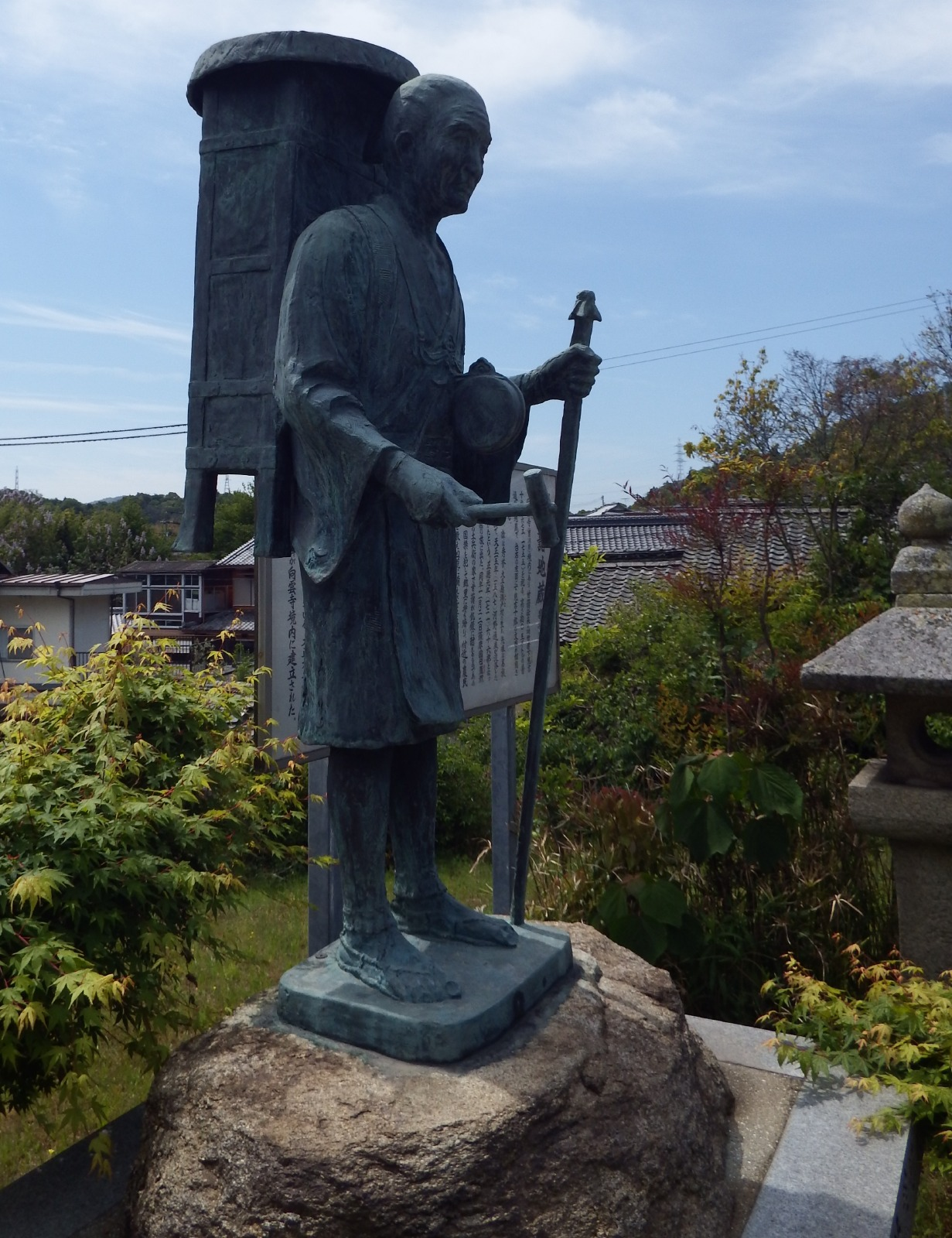
下見吉十郎像
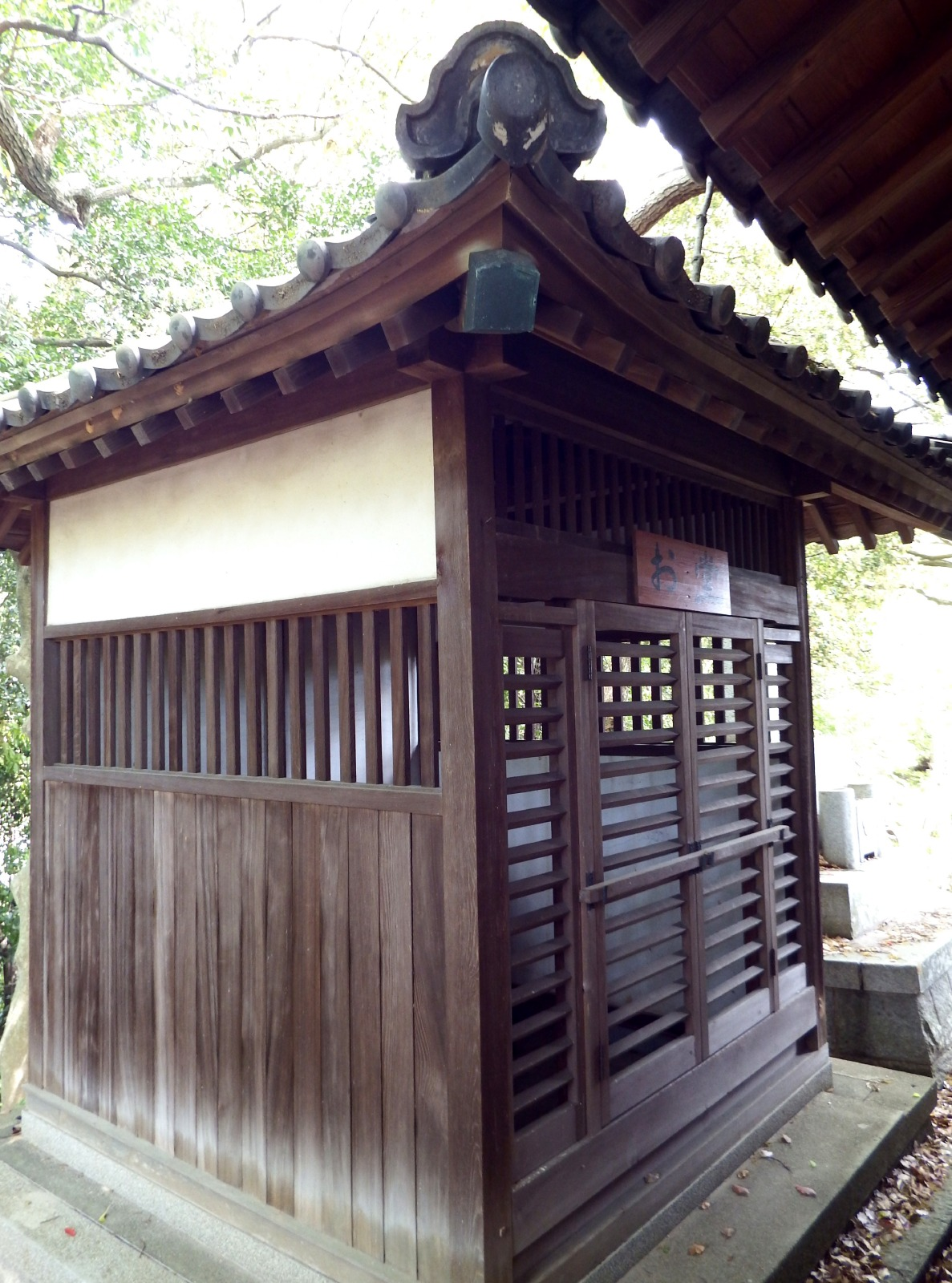
甘藷地蔵堂 奥堂
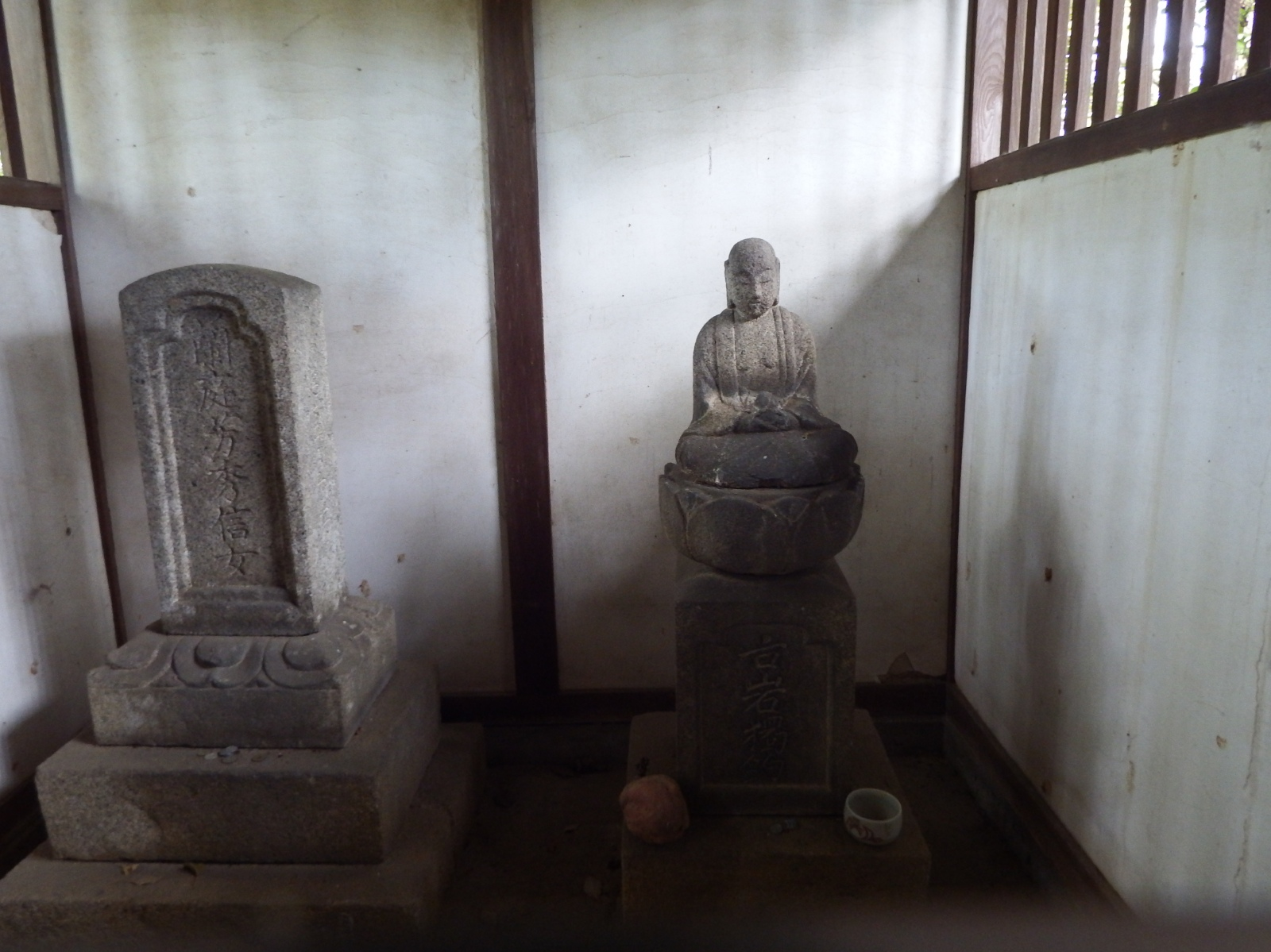
奥堂の内部

## 文化財
愛媛県指定史跡
- 甘藷地蔵：甘藷伝来の功労者下見吉十郎（1673年-1755年）を祀る。高さ約0.5mの普通の石地蔵で台石の左面に下見吉十郎の文字が加刻されている[2]。